# Chiloscyphus spegazzinianus
Chiloscyphus spegazzinianus là một loài rêu tản trong họ Lophocoleaceae. Loài này được (C. Massal.) Hentschel & J. Heinrichs mô tả khoa học lần đầu tiên năm 2007.